# Кетотифен
Кетотифен е лекарствен продукт с изразен антихистаминов ефект. Механизмът на действие е свързан с потискане отделянето на хистамин и други медиатори. Приложен самостоятелно не повлиява астматичните пристъпи, а предотвратява появата им и води до намаляване на продължителността и интензитета им, като в някои случаи те изчезват напълно.
Характеризира се с добра и бърза резорбция, без опасност от натрупване в организма. Отделя се от организма чрез бъбреците. Използва се за продължителна профилактика на бронхиална астма, алергичен ринит, алергични дерматози.